# SBS 골프 아카데미
《SBS골프 아카데미》는 2000년부터 SBS골프에서 방송되고 있는 텔레비전 프로그램이다.